# Déportation des peuples en URSS
La déportation des peuples en URSS est une des formes de répression politique en URSS. Les particularités de ces déportations étaient, d'une part, l'absence fréquente de procédure judiciaire (parfois des procédures expéditives et, pour les responsables politiques, des procès pour trahison à grand spectacle étaient tenus, après d'invraisemblables aveux obtenus par la torture) et d'autre part leur caractère aléatoire : elles pouvaient toucher aussi bien des personnes accusées d'actions concrètes, supposées hostiles mais de manière absurde (par exemple, accusées de « complot antisoviétique » pour avoir fourni comme papier-toilette des pages de journal comportant des photos de Staline ou d'autres dirigeants), que des groupes de personnes préalablement définis comme « nuisibles » ou « ennemis » (sur divers critères : sociaux, économiques, ethniques ou religieux).

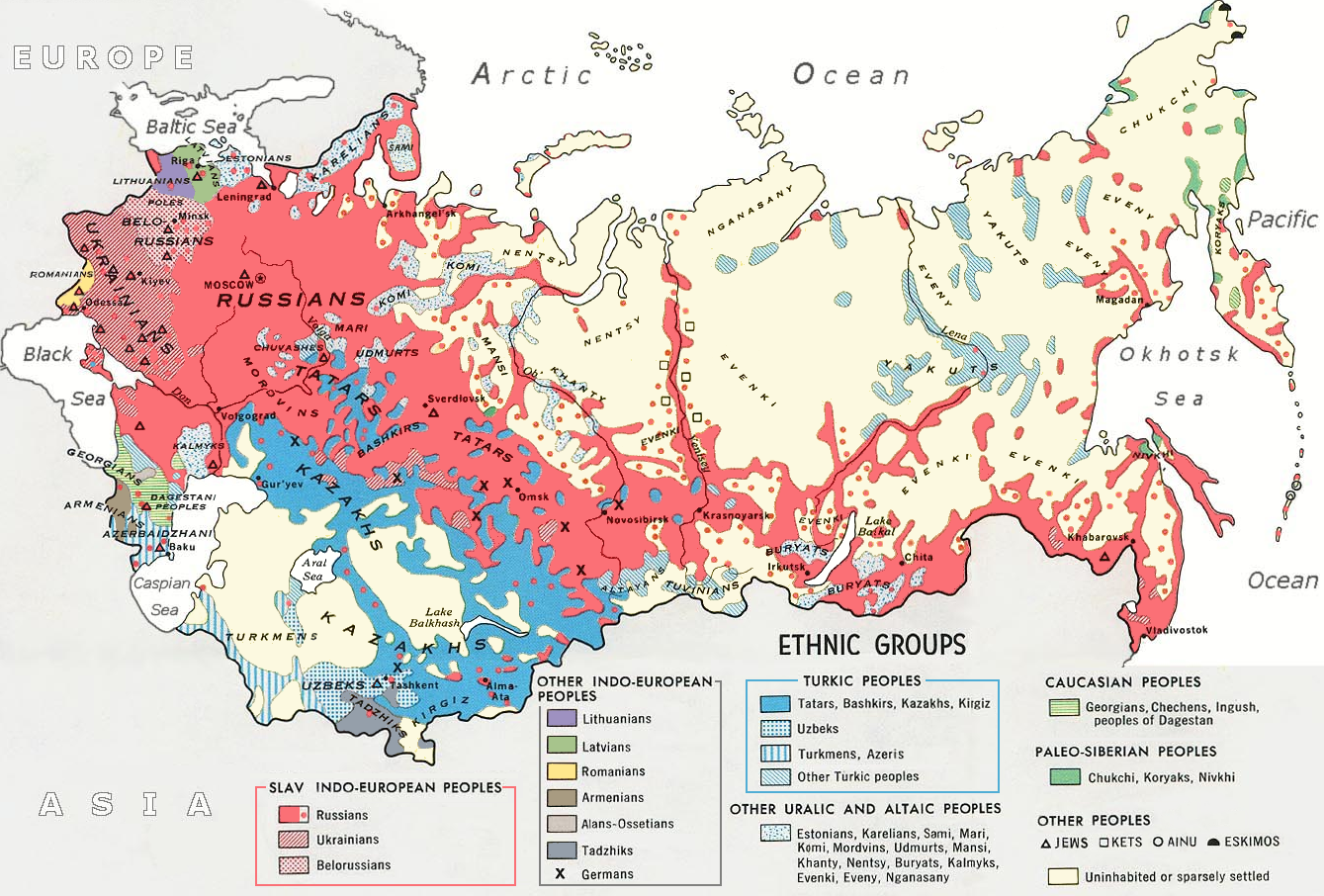
Diversité des peuples de l'Union soviétique en 1974.

Les citoyens concernés étaient déportés par familles en wagons à bestiaux, puis à pied vers des lieux géographiques éloignés, souvent dans un environnement dangereux, soit comme détenus au Goulag (dans ce cas hommes, femmes et enfants étaient séparés), soit en assignation à résidence (les familles pouvaient alors se maintenir). L'objectif de ces déportations était quadruple : terroriser les citoyens et s'assurer ainsi de leur obéissance ; éloigner les réfractaires, contestataires, dissidents et leurs proches ; peupler des régions éloignées, désertiques ou glacées où même des salaires élevés ne motivaient pas suffisamment de citoyens volontaires, et assurer une main d'œuvre à faible longévité et rendement, mais presque gratuite et facile à renouveler, pour les grands travaux d'infrastructures de ces régions isolées.

## Histoire
Selon l'historien Pavel Polian, outre les citoyens déportés par catégories sociales, économiques ou culturelles comme les dits « koulaks » (paysans possédant du bétail ou un lopin de terre familial) de différentes nationalités, une douzaine de peuples d'URSS ont subi des déportations en raison de leur ethnicité : parmi eux, les Allemands de la mer Noire, ceux des pays Baltes et ceux de la Volga, les Balkars, les Coréens de l'Extrême-Orient russe, les Finnois d'Ingrie, les Ingouches, les Kalmouks, les Karatchaïs, les Meskhètes, le Peuple tchétchène et les Tatars de Crimée. Parmi ceux-ci, sept peuples perdent leurs territoires autonomes du fait de leur déportation : les Allemands de la Volga, les Karatchaïs, les Kalmouks, les Tchétchènes, les Ingouches, les Balkars et les Tatars de Crimée.
La déportation frappe aussi en URSS une multitude d'autres citoyens soviétiques, ou devenus soviétiques à la suite de l'annexion de leurs pays, de différentes origines : des Arméniens (dont les « Dachnaks » de la Fédération révolutionnaire arménienne), des Azéris, des Bulgares et Gagaouzes du Boudjak, des Moldaves, des Polonais d'Ukraine et de Biélorussie, des Cosaques, des citoyens des pays Baltes, des Grecs de la Mer Noire, des Ouroums, des Hémichis, des Iraniens du Caucase, des Juifs-Iraniens également caucasiens, les Kabardes, des Kurdes d'Arménie et du Nakhitchevan, des Tadjiks, des Peuples turcs d'Asie centrale, des Ukrainiens d'Ukraine occidentale épargnés par le stalinisme jusqu'en 1940 et réfractaires au totalitarisme, des Chinois de l'extrême-orient et d'autres. Un cas particulier est celui des Coréens de Mandchourie auxquels on a assimilé de force les prisonniers et colons japonais du Mandchoukouo capturés en 1945 par l'Armée rouge et déportés ensemble au Kazakhstan.
Conformément à la « loi sur la réhabilitation des peuples opprimés », adoptée le 26 avril 1991 par le Soviet suprême de la république socialiste fédérative soviétique de Russie, sont reconnus comme peuples opprimés au sens de la loi : les nations, nationalités ou groupes ethniques, et autres communautés de personnes composant un groupe ethnique et culturel (comme les Cosaques par exemple), à l'encontre desquels une politique gouvernementale de diffamation ou de génocide a été menée du seul fait de leur nationalité ou d'un autre lien d'appartenance, s'accompagnant de déplacements forcés de populations, de suppressions de leurs structures politiques étatiques, de redécoupages des frontières des territoires, d'instauration d'un régime de terreur et de violences, et encore de création de zones de non-droit particulières. Malgré les requêtes réitérées de la fondation « Mémorial », les citoyens déportés sur d'autres critères que ceux de la « nationalité » (qui, en URSS, signifiait ethnicité, et non « citoyenneté ») ne sont pas concernés par cette loi, calquée sur la définition internationale des génocides.
La déportation politique soviétique est beaucoup plus large, frappe en premier lieu les Russes eux-mêmes et débute par les soldats des Armées blanches, des Cosaques du Terek et des propriétaires terriens dans les années 1918-1925.
Les premières victimes des déportations soviétiques sont les Cosaques du Terek (de la lignée des Cosaques sounjentsy) qui, en 1920, sont déportés vers la Ciscaucasie, dans l'oblast de Donetsk (Donbass) et aussi vers la Région du Nord (Russie). Leurs terres sont données aux Tchétchènes et aux Ingouches. En 1921 ce sont des Russes du Jetyssou (appelée Sémirietché, en russe Семиречье), déplacés depuis le Turkestan,, qui sont victimes de la politique soviétique des nationalités (selon Moshe Lewin, Staline aurait déclaré en 1922, alors qu'il dirigeait l'Orgburo, que « le problème des nationalités est un problème de transport »).

## Politique des nations durant les années1930enURSS
Vers 1933, l'URSS compte 5 300 soviets nationaux dans 250 raïons. Rien que dans le seul oblast de Léningrad, il existe 57 soviets nationaux et 3 raïons (Carélie, Finlande et des Vepses). Des écoles fonctionnent dans lesquelles l'enseignement se fait dans les langues nationales. À Saint-Pétersbourg, au début des années 1930, des journaux sont édités en 40 langues différentes, parmi lesquelles le chinois. Des émissions radiophoniques existent en finnois (à Leningrad et dans l'oblast de Leningrad vivent, à l'époque, 130 000 Finnois). Les ethnologues soviétiques inventent des systèmes d'écriture pour les langues orales, en grande partie inspirés de l'alphabet latin. Les noms russes des peuples sont, en outre, remplacés par leurs endonymes (noms qu'ils se donnaient eux-mêmes).
À partir du milieu des années 1930 le régime cesse cette politique « autochtoniste », comme en témoigne l'élimination de l'autonomie culturelle (et, dans certains cas, politique) de groupes ethniques distincts, et l'uniformisation des écritures par l'alphabet cyrillique plus ou moins adapté aux langues locales, désormais cantonnées aux écoles primaires. En général, cela se produit sur fond de centralisation du pouvoir dans le pays, passant d'organisation du territoire à la gestion de branches d'activités et à la répression contre l'opposition réelle, potentielle ou imaginée par le NKVD.
Au milieu des années 1930, à Leningrad, beaucoup d'Estoniens, Lettons, Lituaniens, Polonais, Finnois et Allemands, tous citoyens soviétiques et pour la plupart communistes, sont arrêtés. À partir du printemps 1935, un décret secret est édicté par le commissaire du peuple pour les affaires intérieures, Guenrikh Iagoda, en vertu duquel, depuis le 25 mars 1935, ils sont bannis des régions frontalières du nord-ouest, au cas où il y aurait parmi eux des espions ou des sympathisants de leurs pays d'origine, situés dans le « camp impérialiste ». Les Finnois d'Ingrie sont particulièrement visés.
À la même époque, 15 000 familles (environ 65 000 personnes) de « nationalité » polonaise et allemande (dans le sens ethnique que ce terme a en URSS, mais citoyens soviétiques) sont déportées depuis l'Ukraine occidentale et d'autres territoires se trouvant à la frontière polonaise vers le Nord-Kazakhstan et l'oblast de Karaganda.
À partir de la fin 1937, toutes les régions nationales et les conseils ruraux sont progressivement éliminés, en dehors des républiques et régions titulaires. À la suite de cela, l'enseignement autonome et la publication de la littérature en langues nationales est également limitée. L'alphabet cyrillique s'impose partout, et plusieurs « nationalités » à cheval sur les frontières soviétiques cessent d'être reconnues comme identiques de chaque côté (les Finnois deviennent des Caréliens, les Mongols de Tchita des Bouriates, les Roumains des Moldaves).

### Déportation des Coréens
Par manque de préparation, le transport des Coréens organisé par les forces du NKVD entraîne des pertes humaines massives en chemin, à cause de wagons non aménagés. En septembre 1937, sur base d'une décision conjointe du Conseil des commissaires du peuple russe et du parti communiste soviétique (b) № 1428-326 « Sur l'expulsion de la population coréenne des zones frontalières du territoire d'Extrême-Orient russe », signée par Staline et Molotov, 172 000 Coréens sont déportés vers l'URSS, à partir des zones frontalières de l'Extrême-Est, dans les zones vierges inhabitées de l'Asie centrale (principalement l'Ouzbékistan et le Kazakhstan). À la suite de la Résolution du 1er janvier 1993 du Soviet suprême de la fédération de Russie, ces déportations sont considérées comme des actes illégaux contre les Coréens soviétiques depuis 1937 et les Coréens ont été réhabilités en tant que victimes de la répression politique.

## Déportation à l'époque de laSeconde Guerre mondiale
En 1943-1944, des déportations massives des Balkars, Bulgares, Ingouches, Kalmouks, Karatchaïs, Kurdes, Meskhètes, Nogaïs, Pontiques, Tatars de Crimée, Tchétchènes et Tsiganes de Crimée sont menées. Elles se fondent sur les soupçons de collaboration potentielle avec les Allemands du NKVD, organe le mieux placé pour savoir à quel point le régime était impopulaire et sa propagande peu crédible, même lorsqu'elle affirmait des vérités comme le fait que les nazis considéraient les peuples de l'URSS comme des « sous-hommes » et s'apprêtaient à les réduire en esclavage. L'autonomie de ces peuples, déjà fictive dans la réalité quotidienne, est officiellement supprimée. En tout, durant la Seconde Guerre mondiale des déportations de peuples et groupes de peuples de 61 nationalités différentes sont organisées. Après la guerre, le soupçon devient accusation officielle pour justifier ces déportations, accusation qui ne fut levée qu'après la déstalinisation.

### Déportation des Allemands

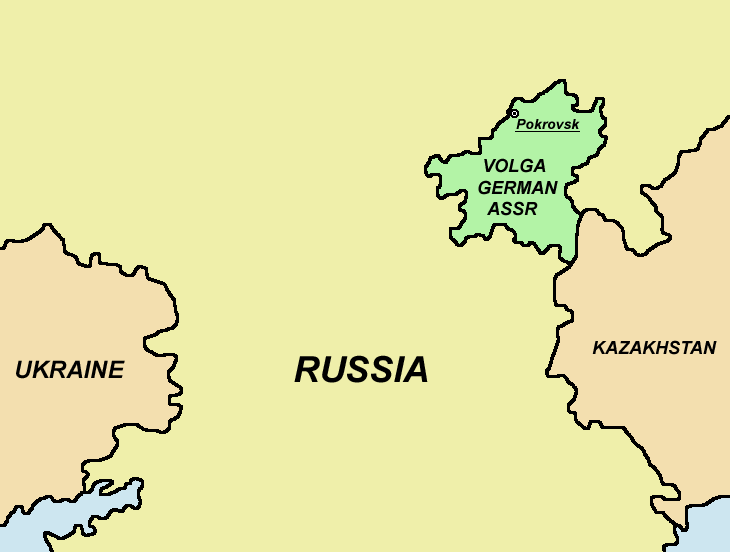
République des Allemands de la Volga.

Le 28 août 1941, par un oukase du Præsidium du Soviet suprême, la république socialiste soviétique autonome des Allemands de la Volga est liquidée. 367 000 Allemands soviétiques sont déportés vers l'Est (il fallut deux jours pour les rassembler) : dans la république socialiste soviétique autonome des Komis, dans l'Oural, au Kazakhstan, en Sibérie et dans la république de l'Altaï. Il ne s'agissait pas officiellement d'une déportation punition mais d'un transfert destiné à leur ôter toute tentation de collaboration avec l'envahisseur sur le point d'occuper leur territoire. Les conditions n'en étaient pas moins très dures. Les Allemands (de la Baltique, de la Volga, de la Bessarabie, du Caucase, de la mer Noire) en train d'effectuer leur service militaire sont retirés de l'armée pour être déportés. En 1942 commence la mobilisation des Allemands soviétiques âgés d'au moins 17 ans, pour les envoyer dans des colonies de travail. Ils construisirent des usines, travaillent dans les forêts et dans les mines.

### Déportation des prisonniers de guerre
Une partie des prisonniers de guerre de l'Axe, allemands, mais aussi finlandais, hongrois, roumains, italiens, espagnols franquistes ou français vichystes, fut également déportée et très peu survécurent.

### Déportation des germanophones et Finnois de l'oblast de Leningrad
Sur base de la décision du Conseil de guerre du front de Leningrad, en date du 20 mars 1942, 40 000 Allemands et Finnois sont déportés de la zone du front, en mars-avril 1942. Ceux parmi eux qui reviennent après la guerre, sont à nouveau déportés en 1947—1948.

### Déportations des Karatchaïs

Caucase géopolitique.

Selon le recensement de 1939, 70 301 Karatchaïs vivent en Karatchaïévo-Tcherkessie. Cette région se trouve sous occupation allemande à partir d'août 1942 jusqu'à janvier 1943.
Le 12 octobre 1943, un décret du Præsidium du Soviet suprême de l'URSS sur l'expulsion des Karatchaïs de la Karatchaïévo-Tcherkessie vers le Kazakhstan et le Kirghizistan est publié.
Les motifs de cette expulsion sont donnés dans le décret :

« Comme durant la période d'occupation, de nombreux Karatchaïs se comportèrent en traitres, s'engagèrent dans des unités organisées par les Allemands pour combattre les forces soviétiques, dénoncèrent aux Allemands d'honnêtes citoyens soviétiques, accompagnèrent les Allemands pour leur montrer l'itinéraire, les guidèrent dans les défilés et les cols du Caucase, après que les occupants eurent été chassés, s'opposèrent encore à l'action des pouvoirs soviétiques, cachèrent aux organes du pouvoir soviétique des bandits et des agents abandonnés par les Allemands en leur apportant un soutien actif… »

Pour réaliser cette déportation de manière efficace, il faut faire appel à 53 327 militaires. Le 2 novembre 1943, le total des Karatchaï déportés au Kazakhstan et au Kirghizistan s'élève à 69 267.

### Déportation des Kalmouks
Pour un article plus général, voir Kalmoukie.

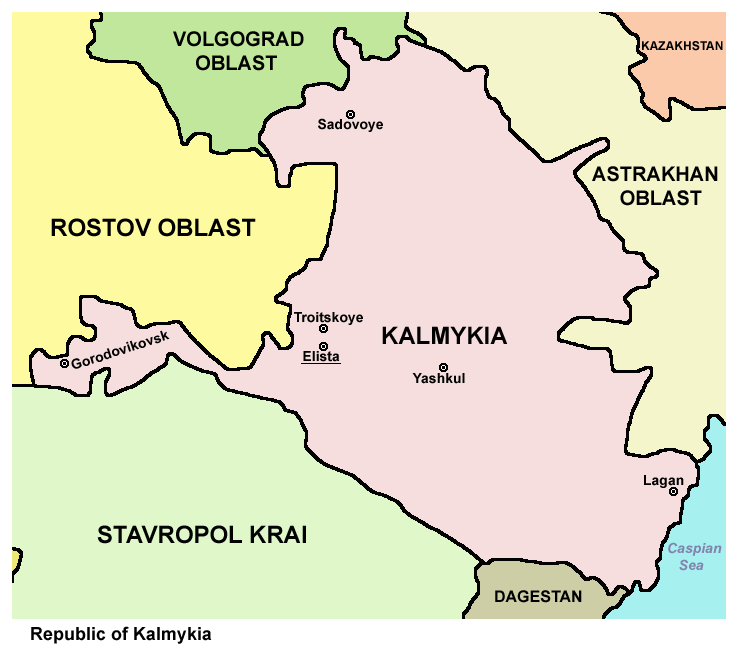
Situation géographique de la Kalmoukie.

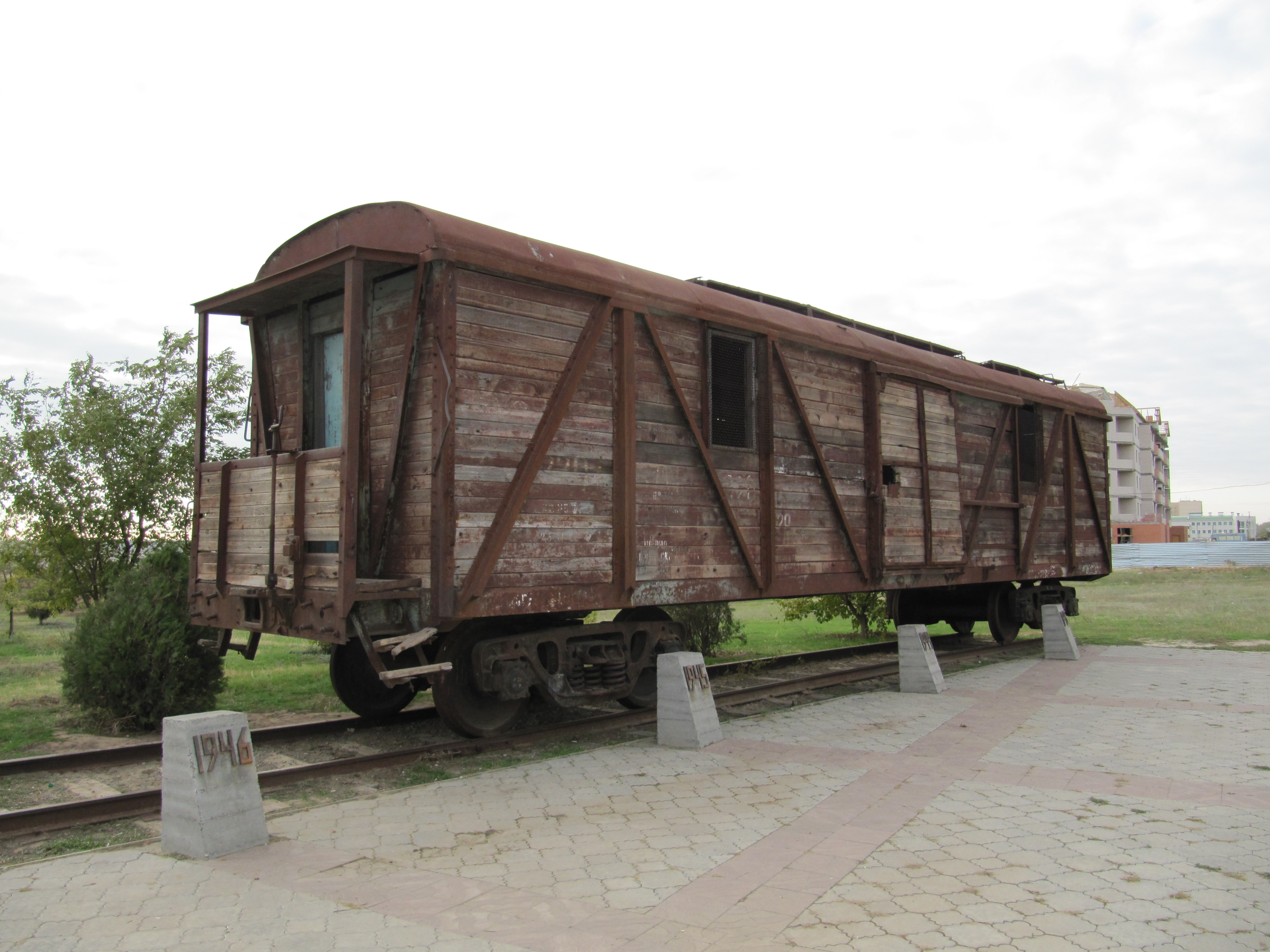
Fragment de souvenir : « Déportation », Elista, Kalmoukie.

Au début du mois d'août 1942, la plupart des régions de la république socialiste soviétique autonome de Kalmoukie sont occupées par les nazis et ne sont libérées qu'au début de 1943, après la bataille de Stalingrad.
Le 27 décembre 1943, un oukase du Præsidium du Soviet suprême signé le lendemain par Molotov liquide la république socialiste soviétique autonome de Kalmoukie avec déportation de la population Kalmouk dans le kraï de l'Altaï, le kraï de Krasnoïarsk, l'oblast d'Omsk et celui de Novossibirsk. Cette opération reçoit le nom de code « Ouloussy » (en russe : Улусы). 2 975 officiers du NKVD et le 3e régiment de fusiliers motorisés du NKVD prennent part à l'opération, sous la direction du chef du NKVD de l'oblast d'Ivanovo, le général-major Markeev,.

### Déportation des Tchétchènes et des Ingouches
Le 29 janvier 1944, le Commissaire du Peuple pour les affaires intérieures de l'URSS, Lavrenti Beria, édicte des « Instructions pour l'organisation planifiée de la déportation des Tchétchènes et des Ingouches » et, le 31 janvier, est prise la décision du Comité national de la défense, à propos de la déportation des Tchétchènes et des Ingouches en République socialiste soviétique kazakhe et en République socialiste soviétique kirghize. Le 20 février, Ivan Serov, Bogdan Koboulov, Stepane Mamoulov arrivent à Grozny où Beria dirige personnellement les opérations auxquelles participent 19 000 des opérateurs du NKVD, du NKGB et du SMERSH, mais encore environ 100 000 officiers et soldats du NKVD qui se trouvent répartis dans ces régions pour participer à des « entraînements dans les montagnes ». Le 21 février, la mise en œuvre du plan de déportation est ordonnée. Les jours qui suivent, Beria rencontre les dirigeants des républiques et les leaders représentatifs pour les mettre au courant de l'opération et leur propose d'aider les populations pour des travaux qui sont indispensables à cette déportation.
Le lendemain, l'Opération Tchétchévitsa débute.
Le transport en véhicules militaires vers les régions de destination commence le 23 février 1944, à 2 heures (heure locale) et se termine le 9 mars 1944. La déportation est déclenchée quand à la radio est prononcé le mot Panthère.
Tout cela se réalise malgré quelques tentatives, mais peu nombreuses, d'évasion vers la montagne et d'insubordination de la part des populations locales.
Selon les renseignements officiels, durant l'opération, 780 personnes sont tuées, 2 016 « éléments antisoviétiques » sont arrêtés, 20 000 armes à feu sont saisies, parmi lesquelles 4 868 fusils, 479 mitrailleuses et automatiques, pour la plupart gardées depuis l'époque de la guerre civile en Russie post-tsariste. 6 544 personnes parviennent à s'évader et se cacher.
Les déportés eux-mêmes connaissaient bien entendu les charges générales qui pesaient contre eux au sein de l'État et du Parti. Toutefois, ils ont dû attendre la perestroïka de 1989 et l'ouverture des archives de l'URSS pour prendre connaissance des documents reprenant celles, précises, officielles qui avaient été retenues. Après leur déportation la réponse officielle n'a été longtemps que le silence. Quant au peuple soviétique il n'a appris officiellement la déportation des Tchétchènes que le 25 juin 1946 quand le parlement russe abolit formellement la république de Tchétchéno-Ingouchie. Les journaux soviétiques publient seulement alors la teneur de l'accusation et les mesures adoptées: la collaboration avec l'ennemi est le principal fondement des déportations. La population de Tchétchéno-Ingouchie est accusée de n'avoir pas opposé de résistance aux agissements des Allemands et d'avoir constitué des groupes de saboteurs luttant contre le pouvoir soviétique à l'arrière des lignes. Mais à l'exception d'un ou deux villages frontaliers situés sur le champ de bataille en automne 1942, le territoire des Tchétchènes et des Ingouches n'a jamais été occupé par les troupes allemandes et sa population n'a pas été en contact avec l'agresseur. Par ailleurs, d'autres populations, se sont pressées nombreuses dans les rangs des volontaires de la Wehrmacht et n'ont jamais été inquiétées.
L'historien Pavel Polian donne dans des travaux plus récent un éclairage nouveau sur ces cas de déportations totales de peuples entiers. Elle correspond selon ce dernier à une illusion des bolchéviks : leur foi dans la possibilité de corriger les erreurs de la nature et de la société en planifiant des transferts de populations pour surmonter les disparités des ressources naturelles et démographiques d'un pays aussi gigantesque que l'URSS. La déportation permet de faire d'une pierre deux coups : en déportant on punit et on apporte la main d'œuvre indispensable à un projet. Mais la motivation du Kremlin n'est toutefois pas univoque ni identique pour tous les peuples déportés. Plutôt que de traitres et de collaborateurs c'est de réfractaires obstinés à l'instauration du nouveau régime bolchévique qu'il faut parler

### Déportation des Balkars deKabardino-Balkarie

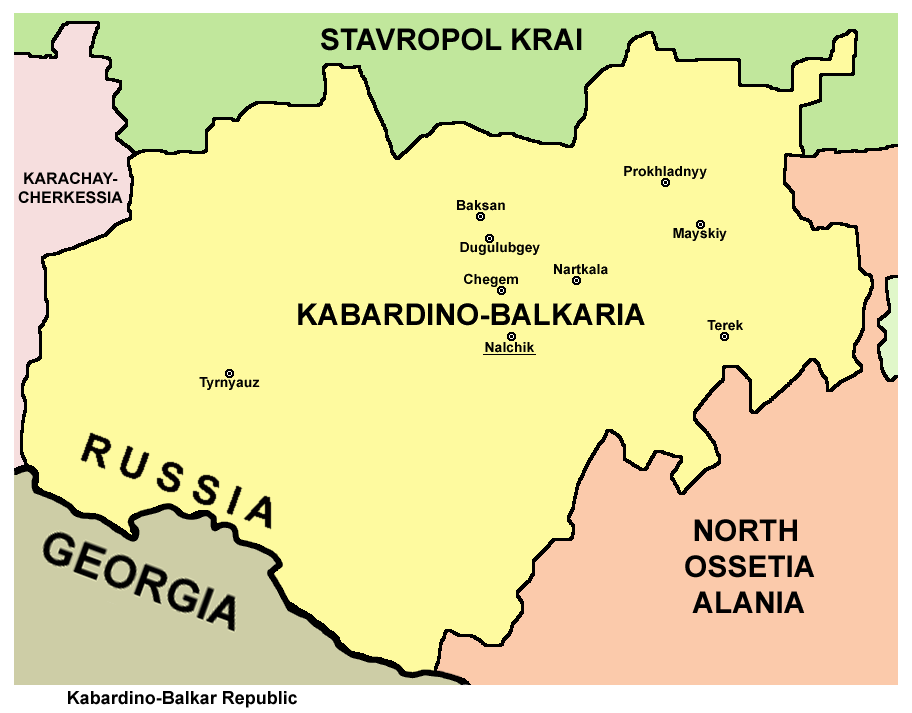
Carte de Kabardino-Balkarie.

Le 24 février 1944, Lavrenti Beria propose à Staline de déporter les Balkars et, le 26 février, il édicte un décret, à destination du NKVD, sur « les mesures destinées à la déportation de république autonome de Kabardino-Balkarie des populations locales ». Le lendemain Beria, Sérov et Koboulov organisent une rencontre avec le secrétaire du Comité central du parti de Kabardino-Balkarie, Khoumékhov Dokchoukovitchh, durant laquelle ils décident de se réunir début mars dans une station de cure au pied de l'Elbrouz. Le 2 mars Beria, accompagné de Koboulov et de Mamoulov, se rend à cette station et annoncent à Khoumékhov que la décision de déporter les Balkars est prise et de donner leurs terres à la Géorgie pour que celle-ci dispose d'une ligne de défense sur les pentes du nord du Caucase. Le 5 mars, l'arrêté du Comité national de défense sur la déportation des Balkars de la république autonome de Kabardino-Balkarie est publié et le 8 et 9 mars les opérations commencent. Le 11 mars, Beria communique à Staline que « 37 103 Balkares sont déportés ».

### Déportations des Tatars de Crimée

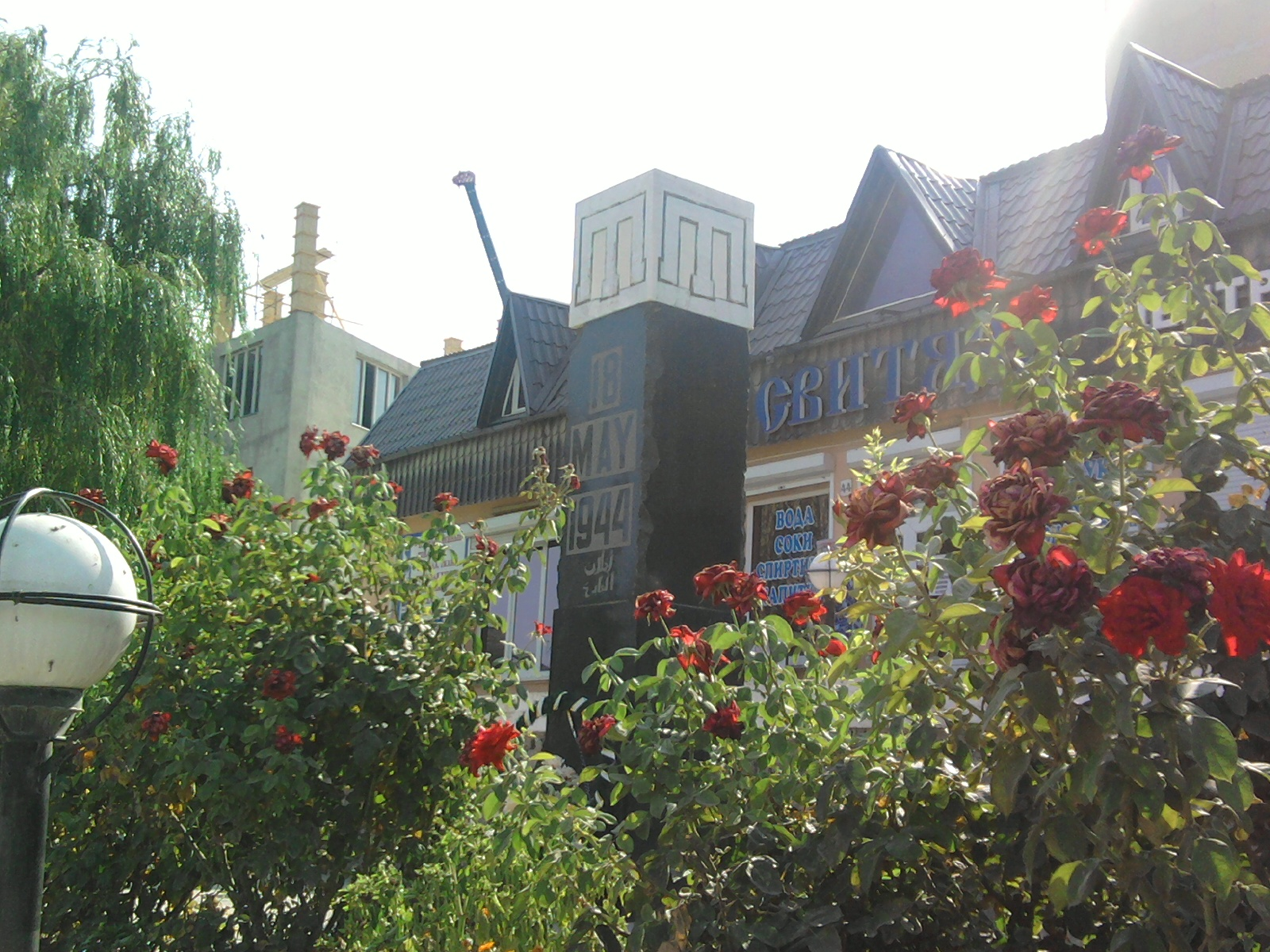
Monument à la mémoire de la déportation des Tatars de Crimée à Soudak.

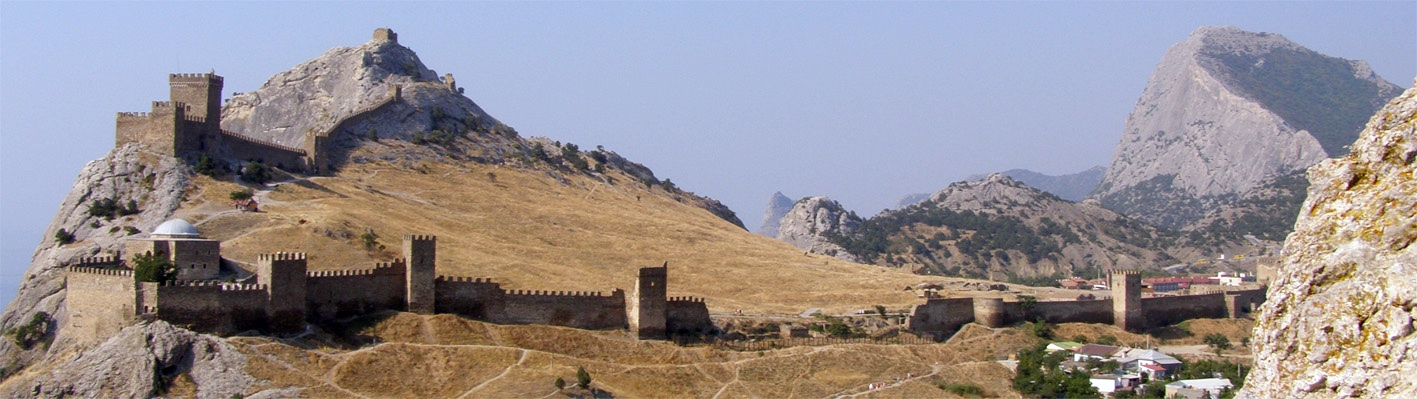
Forteresse à Soudak.

Au total 228 543 personnes sont déportées de Crimée, parmi lesquelles 191 014 sont des Tatars, soit plus de 47 000 familles. Une personne sur trois, parmi les déportés tatars adultes, doit signer une reconnaissance selon laquelle il a connaissance du décret de déportation et qu'en cas d'évasion de l'endroit de travail qui leur est assigné, ils encourent une peine de 20 ans de travaux forcés à titre de sanction pénale.

### Déportation des Arméniens
En 1939 ont encore lieu les déportations d'Azerbaïdjan et du Kazakhstan de Turcs, d'Arméniens et de Kurdes.
Plus tard, le 29 mai 1944, Beria, commissaire du Peuple auprès du NKVD écrit à Staline à propos de la déportation des Bulgares, des Grecs et des Arméniens de Crimée. Suivant la décision du comité gouvernemental de défense (ГКО) № 5984сс « Au sujet de la déportation des territoires de la république de Crimée, des Bulgares, des Grecs et des Arméniens » 20 000 Arméniens sont déportés. Le 2 juin 1944, I.A. Serov, commissaire du Peuple auprès du NKVD transmet à Beria un communiqué pour signaler que l'opération est accomplie.
Le 28 juin 1944 l'arrêté du Ministre de la Sûreté de l'État № 00183 « De la déportation des citoyens Turcs, des Turcs ne possédant pas la nationalité, des anciens citoyens Turcs qui avaient reçu la nationalité soviétique, des citoyens anciennement Grecs et actuellement sans nationalité, des citoyens Grecs qui ont reçu la nationalité soviétique, des Roumains se trouvant avec leur famille sur le territoire de l'URSS et provenant des républiques socialistes soviétiques de Géorgie, d'Arménie, d'Azerbaïdjan et des côtes de la Mer Noire » est promulgué.
En 1945-1947, 55 000 Arméniens, principalement des catholiques, sont déportés d'Ukraine occidentale vers la Pologne.
En 1948-1949 plusieurs dizaines de milliers d'immigrants arméniens, ainsi que des natifs d'Arménie soviétique, sont déportés.
En 1949, la population arménienne des régions sud de l'URSS est déportée dans l'Altaï.

### Déportation des Azéris

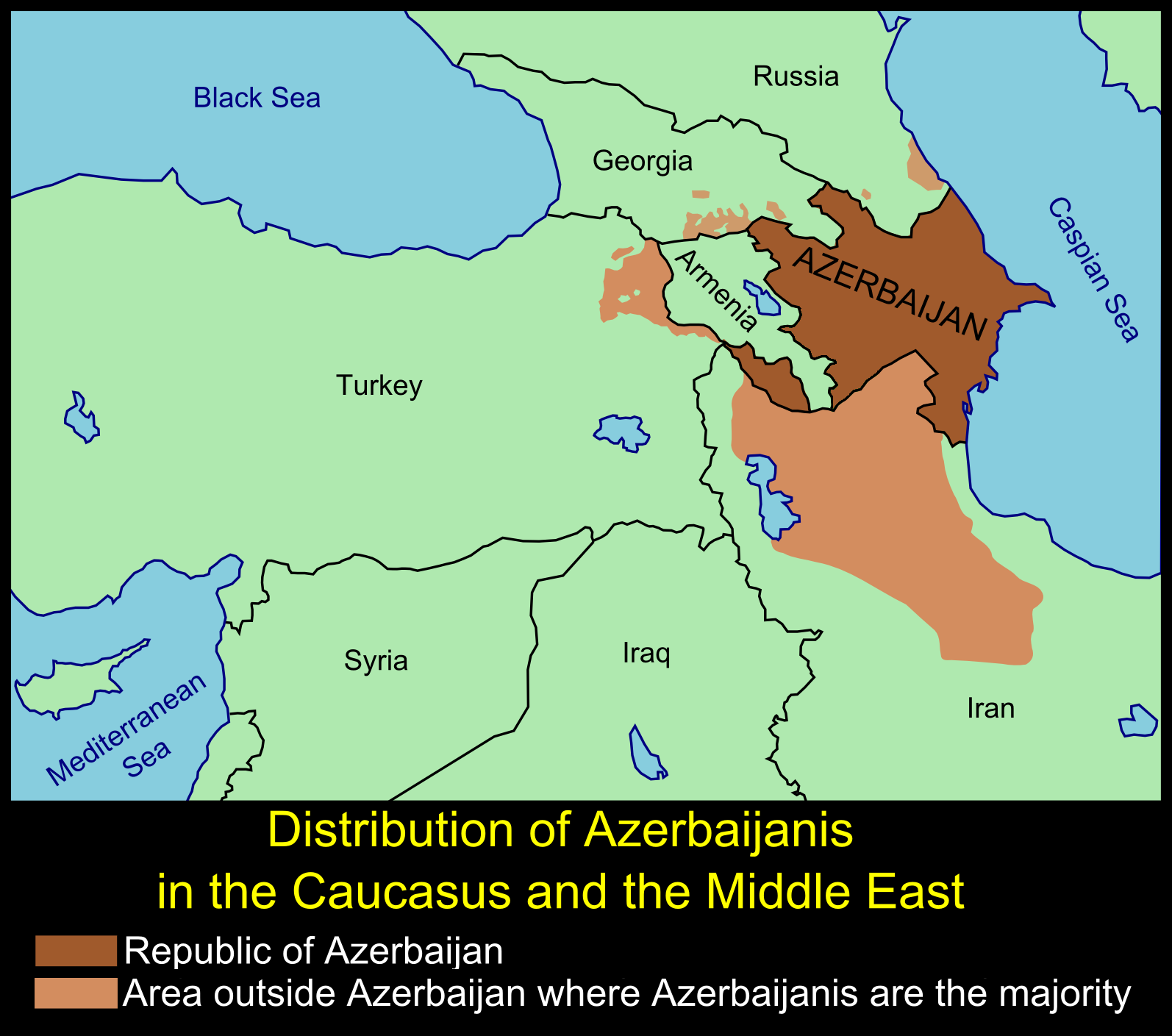
Répartition des Azéris dans le Caucase.

Au printemps 1944, des déportations par la contrainte en Géorgie sont organisées. À la fin du mois de mars, 608 familles kurdes et azerbaïdjanaises, soit 3 240 personnes « qui avaient abandonné leur travail dans des entreprises privées et vivaient à Tbilissi », sont transférées dans les zones de république de Géorgie, de Tsalka, de Borchali et de Karayazsky. Seules 31 familles sont restées dans la ville : des familles de miliciens en service, des invalides de guerre, des enseignants et des professeurs de l'enseignement supérieur.
Conformément aux décrets GKO 6279ss du 31 juillet de la même année, des Turcs Meskhètes, des Kurdes, des Hémichis et d'autres encore, sont expulsés par les zones frontalières de la RSS de Géorgie. Par "autres", il faut entendre surtout des Azerbaïdjanais. En mars 1949, le nombre d’Azerbaïdjanais déportés hors des républiques s'élève à 24 304 et, durant les années 1954-1956, sont décomptés fictivement des registres de la population.
Entre 1948 et 1953, les Azerbaïdjanais vivant en Arménie sont déportés de force. En 1947, le premier secrétaire du Parti communiste arménien, Grigori Aroutinov obtient l'adoption d'une décision « sur la déportation des kolkhoziens et des autres populations d’Azerbaïdjanais hors de la RSS d'Arménie vers la Basse-terre de Koura-Araskaïa en RSS d'Azerbaïdjan », par le Conseil des ministres de l'URSS, avec, comme conséquence, la déportation de près de 100 000 Azerbaïdjanais « suivant leur propre bon vouloir » (en fait une déportation),, en Azerbaïdjan. 10 000 personnes sont déportées en 1948, 40 000 en 1949 et 50 000 en 1950.

### Déportation desGrecs

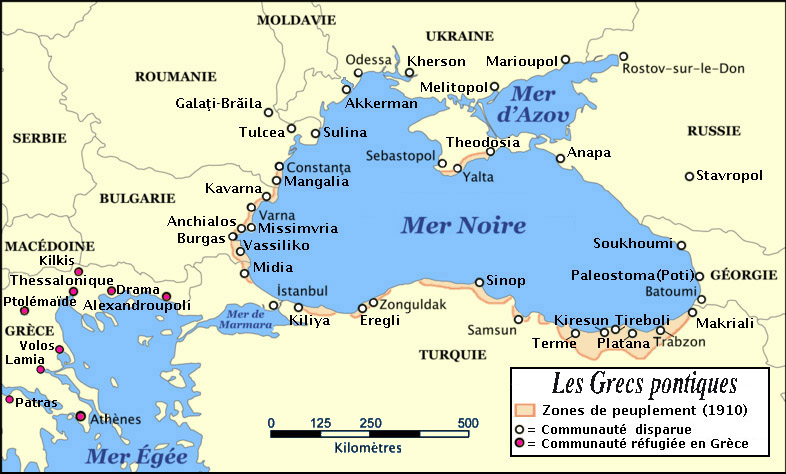
Régions des Grecs pontiques.

En 1942, 1944 et 1949, les Grecs pontiques des régions soviétiques de la mer Noire, du kraï de Krasnodar et d'Abkhazie où la plupart d'entre eux vivent regroupés, du Caucase et par delà le Caucase de Transcaucasie et aussi de Crimée, sont envoyés par wagons de marchandises en Sibérie et dans les steppes du Kazakhstan.
Tous leurs biens sont confisqués par le NKVD ou donnés à la population locale non concernée par l'ordonnance de déportation. Au cours du transport des gens meurent de diverses maladies, l'eau et la nourriture faisant défaut. Ils se désaltèrent pendant les temps d'arrêt dans différentes sources d'eau qui, souvent, sont plutôt des flaques et des mares insalubres. Les enfants, surtout, sont contaminés par ces eaux stagnantes.

Suivant la décision du Comité de défense gouvernemental ce sont par la suite, non seulement les Grecs, mais aussi les Bulgares et les Arméniens qui sont déportés. Il s'agit de l'arrêté Gko-ГКО № 5984сс, du 12 juin 1944 qui édicte : 

« Le NKVD d'URSS (Camarade Beria), en plus de l'expulsion par l'ordre numéro GKO 5859ss, du 11 mai 1944 concernant les Tatars de Crimée, sont expulsées du territoire de la république autonome de Crimée 37 000 personnes qui sont des collaborateurs des Allemands au nombre desquels se trouvent des Bulgares, des Grecs et des Arméniens »

Parmi ceux-ci il y a 15 000 Grecs. En 1956, les survivants furent autorisés à revenir chez eux.

### Déportation des Meskhètes

Localisation de la région de Samtskhé-Djavakhétie en Géorgie.

Le 24 juillet 1944, Beria, dans sa lettre répertoriée no 7896, s'adresse à Staline en ces termes :

« Au fil des années, une partie importante de cette population, attachée aux habitants des régions frontalières de la Turquie par des liens familiaux, par des liens sociaux, développe des idées d'émigration, s'occupe de contrebande, sert les organes turcs de recrutement d'espions, implante du banditisme. »

Il fait remarquer que « le NKVD d'URSS estime qu'il convient de déporter d'Akhaltsikhe, d'Akhalkalaki, d'Adigen, d'Aspindza, du raïon de Bogdanov, certains conseils ruraux de la république autonome d'Adjarie, 16 700 fermiers Turcs, Kurdes, Khemshines ». Le 31 juillet, le Comité de défense national adopte la résolution № 6279 « top-secret », sur l'expulsion de 45 516 Turcs-Meskhètes de Géorgie vers le Kazakhstan, la Kirgysie et l'Ouzbékistan, comme indiqué dans les documents spéciaux du NKVD d'URSS. Ce sont Koboulov, Papava et Karanadzé qui sont désignés par Beria pour diriger l'opération pour laquelle ils ne disposeront que de 4 000 collaborateurs du NKVD.

### Déportations de citoyens des ÉtatsBaltes, dePolonaiset deMoldaves

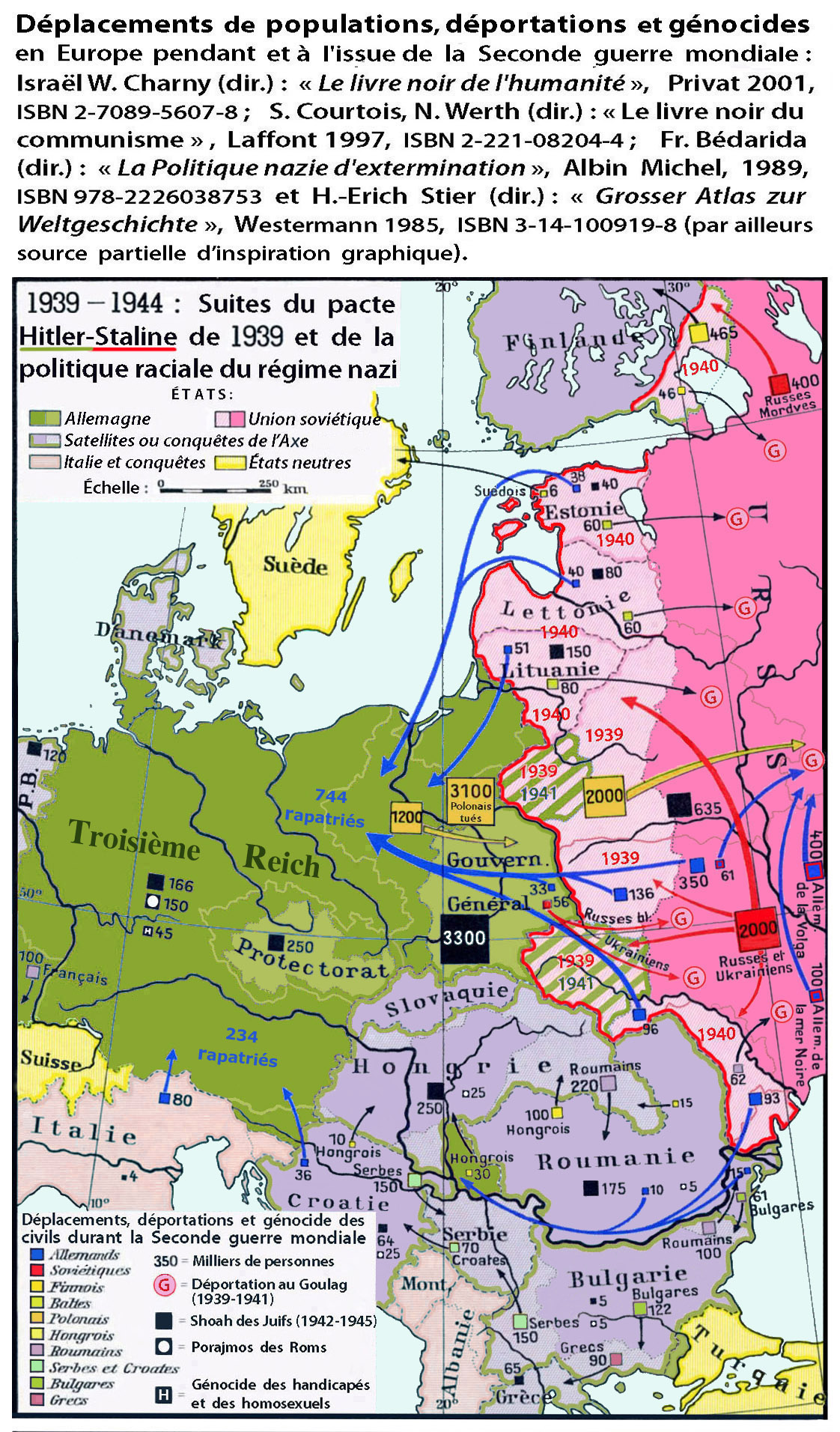
Conséquences territoriales et démographiques du pacte germano-soviétique.

Plusieurs déportations sont organisées par le pouvoir soviétique entre 1940 et 1949 dans les territoires annexés en 1940 conformément au protocole secret du pacte Hitler-Staline : Lituanie, Lettonie, Estonie, Pologne orientale, Bucovine du Nord et Bessarabie.
Selon l'association « Mémorial », dans les pays baltes le nombre total des personnes victimes de la première déportation (1940-1941) est compris entre 200 000 et 300 000, et à 95 000 pour la seconde déportation (1944-1949). En Pologne orientale, le nombre total des personnes victimes de la première déportation (1940-1941) est compris entre 600 000 et 800 000, puis un nombre au moins équivalent pour la seconde déportation (1944-1949) ; en outre 1 200 000 Polonais furent expulsés en 1945 de ces régions vers l'actuel territoire polonais. Pour les territoires pris à la Roumanie,,,, le nombre total des personnes victimes de la première déportation (1940-1941) est compris entre 110 000 et 130 000 (dont 29 839 dans la seule nuit et journée du 13 juin 1941), et à 271 324 pour la seconde déportation (1944-1949, dont 35 796 le 6 juin 1949). On peut évaluer l'importance de ces chiffres en les comparant aux populations totales de ces territoires à l'époque : 5 000 000 dans les Pays baltes, 6 500 000 dans les territoires pris à la Pologne et 3 500 000 dans les territoires pris à la Roumanie.
Les clivages ethniques et religieux ont joué un rôle tragique dans les trois occupations successives de ces territoires (soviétique en 1940-1941, nazie allemande ou fasciste roumaine en 1941-1944, et à nouveau soviétique après 1944) : les communautés, qui vivaient globalement en paix sinon en bonne entente auparavant, furent dressées les unes contre les autres par les occupants successifs. Lors de la première occupation soviétique, une partie des militants, devenus communistes dans les années 1930, de l'Union générale des travailleurs juifs, ont été embrigadés par le NKVD qui procédait alors à la recherche et à l'arrestation des catégories de citoyens jugés « nuisibles » : les anciens fonctionnaires des états estonien, letton, lituanien, polonais, roumain (en priorité les enseignants, juristes, policiers et militaires) ; les prêtres ; les professions libérales ; les propriétaires de biens de production (dont les dits « koulaks »), de terre (dont les aristocrates) et immobiliers. Tous sont déportés avec leurs familles. Un an plus tard, les occupants nazis ou fascistes accusent l'ensemble des juifs de ces territoires, sans distinction, d'être « bolchéviques » et responsables des déportations soviétiques, incitant les populations chrétiennes locales (sortant d'un an de terreur rouge et encore peu informées de la nature réelle du nazisme qui les considère aussi comme « inférieures ») à rechercher, arrêter et livrer les juifs locaux. Ceux-ci sont massacrés avec leurs familles en une « Shoah par balles » (ou « Holocauste de l'Est »), moins connue que celle d'Europe occidentale et centrale, mais non moins meurtrière (environ deux millions de victimes, et on découvre encore de nouvelles fosses communes et dépôts de cendres).

## Condition des peuples déportés
Un cinquième des peuples déportés a été détenu dans les centaines de camps du Goulag. Les quatre autres cinquièmes furent assignés à résidence dans des régions arides ou glacées de l'Asie soviétique que Staline souhaitait peupler et développer, et furent de plus mélangées de manière à ne pouvoir communiquer entre elles qu'en russe. En 1948 un décret fut pris qui interdisait aux Allemands, Finlandais, Baltes, Polonais, Moldaves, Pontiques, Tatars, Ingouches, Tchétchènes, Kalmouks et autres, de quitter la région où ils avaient été déportés pour retourner chez eux. Ceux qui ne respectaient pas cette interdiction étaient condamnés à 20 ans de travaux forcés. Il faut remarquer que ces déportés non détenus, n'étaient pas tous privés du droit d'être membre du Parti communiste de l'Union soviétique et du Komsomol.

## Conséquences
Les déportations de ces peuples causent des préjudices énormes à l'économie des pays victimes, à leur culture, mémoire et traditions ; elles perturbent le fonctionnement économique et contribuent à instaurer sous-production et pénuries. L'état soviétique totalitaire, substitué aux états antérieurs locaux pas toujours exemplaires, mais plus favorables aux autochtones, n'a pas de légitimité aux yeux des majorités conquises, ce qui favorise l'émergence d'une économie parallèle informelle et de comportements inciviques. En outre, les appartenances nationales et religieuses officiellement très encadrées, structurent en fait les identités locales, et selon Andreï Amalrik et Hélène Carrère d'Encausse, contribuent largement à la dislocation de l'URSS, dans les années 1990.

## Rôle des chefs suprêmes de l'URSS dans l'organisation des déportations

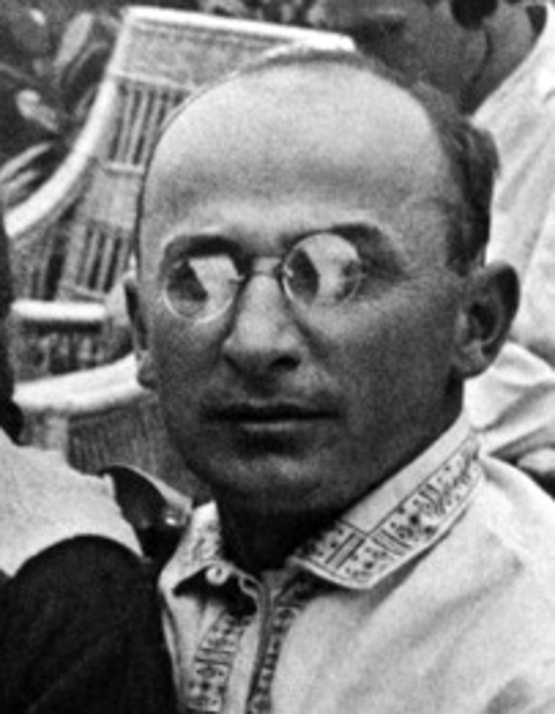
Lavrenti Beria.

Les décisions de déportations sont prises au niveau de la direction du parti et du gouvernement, à l'initiative du Guépéou et du NKVD, qui décident des déportations sans intervention ni compétence des tribunaux, ce qui distingue peu le système de déportation du système de camps de travail forcé et des colonies pénitentiaires. D'après les historiens, c'est Lavrenti Beria, commissaire du peuple aux affaires intérieures de l'URSS qui est le principal organisateur des déportations. C'est de lui qu'émanent les recommandations de procéder à des déportations.
Le 10 mai 1944, Lavrenti Beria adresse des propositions de déportations à Staline. Un des motifs exposés est la prétendue « traîtrise des Tatars à l'égard du peuple soviétique ».
La décision du comité national de la défense sur la déportation des Tatars de Crimée est prise les 11 et 21 mai 1944. Une décision de déporter les Tatars de Crimée et les Grecs des territoires du Kraï de Krasnodar et de l'oblast de Rostov est datée, elle, du 29 mai 1944.
Le 24 juillet 1944, Beria écrit à Staline pour exposer les motifs de déportations hors de Géorgie, en faisant remarquer que ces « mesures sont en accord avec l'avis du Comité central du parti communiste de Géorgie et du Conseil des commissaires de la république de Géorgie ». La décision de mettre en œuvre le projet est, après examen, signée par Staline lui-même.

## Réhabilitations
Le 17 janvier 1956, le décret du Praesidium du Soviet suprême, sur la levée des mesures prises concernant les Polonais déportés en 1936, est publié ; le 17 mars 1956, concernant les Kalmouks, le 27 mars, concernant les Grecs, les Bulgares et les Arméniens ; le 18 avril, celles concernant les Tatars de Crimée, les Balkhars, les Meskhnètes, les Kurdes et les Hémichis ; le 16 juillet, les Tchétchènes, les Ingouches, les Karatchaïs.
En 1957 — 1958, le principe de l'autonomie nationale des Kalmouks, des Tchétchènes, des Ingouches, des Karatchaïs et des Balkares est instauré ; il est permis à ces peuples de retourner dans leurs territoires historiques. Ce retour ne se passe pas sans difficultés, à ce moment, et par la suite, en produisant des conflits nationaux. Ainsi commencent les heurts entre les Tchétchènes qui reviennent chez eux et les populations installées dans l'oblast de Grozny par les russes durant leur absence. De même, entre les Ingouches en Ossétie du Nord et les Ossètes de la même région.
Cependant, une partie significative des peuples déportés (Allemands de la mer Noire et de la Volga, Tatars de Crimée, Turcs-Meskhètes, Moldaves, Grecs, Coréens et autres encore…) ne peuvent ni revenir dans leurs terres natales, ni obtenir leur autonomie nationale (ou la retrouver, s'ils l'avaient eue auparavant).
Le 29 août 1964, soit 23 ans après le début des déportations, le Præsidium du Soviet suprême, par son décret du 29.08.1964 № 2820-VI, déclare non fondées les accusations contre la population des Allemands de la Volga. Mais, par contre, le décret supprimant les limitations à leur liberté de revenir chez eux, là d'où ont les avait déportés, n'est pris qu'en 1972.
Au milieu des années 1960, le processus de réhabilitation des peuples condamnés est presque achevé. Et, surtout, des mesures commencent à être prises dans le but d'effacer les crimes de Staline.

### Les années de perestroïka
Les problèmes des peuples accusés, de manière non fondée, d'« intelligence avec l'ennemi » par le pouvoir soviétique et leur déportation ne devient un sujet d'attention de l'opinion publique que dans les années de la perestroïka. Un des premiers pas vers le rétablissement de la justice, à l'égard de ces peuples opprimés, est la déclaration du Soviet suprême de l'URSS du 14 novembre 1989, « De la prise en considération du caractère illégal et criminel des actes commis contre les peuples soumis à la déportation forcée et de leur rétablissement dans leurs droits », à la suite de laquelle est réhabilitée toute une série de peuples contre lesquels des actes illégaux avaient été commis au niveau du pouvoir de l'État lui-même, tels que des génocides, des déportations, l'instauration de régimes de terreur, la suppression de l'enseignement national du peuple.
En 1991, la loi sur la réhabilitation des peuples opprimés reconnait le caractère diffamatoire et génocidaire de leurs déportations. La loi reconnait encore le droit à la redéfinition des frontières des territoires tels qu'ils avaient existés jusqu'au moment où leurs tracés avaient été modifiés ; le droit au rétablissement de l'enseignement national tel qu'il avait existé auparavant et encore la réparation des dégâts et dommages provoqués par l'État.
Cette « Loi sur la réhabilitation des peuples opprimés » est appelée, par Moukharbek Didigov, le « triomphe du rétablissement de la vérité historique ». Selon lui, la prise en considération de l'illégalité des actes commis par les pouvoirs de l'État contre des citoyens innocents est une preuve du développement des institutions démocratiques, qui a une signification morale particulière pour les peuples opprimés. Cette loi apporte, à son avis, la conviction que de tels actes ne se reproduiront plus.
À la suite de cette loi initiale, une série d'arrêtés sont pris. Parmi eux, celui du 16 juillet 1992, sur la réhabilitation des Cosaques ; celui du 1er avril 1993, sur la réhabilitation des coréens russes ; celui du 24 janvier 1992, sur les peuples du Dagestan et du 29 juin 1993 sur la réhabilitation des Finlandais.
Quinze ans après la reconnaissance de ses responsabilités par l'URSS en février 2004, le Parlement européen prend acte de la déportation des Tchétchènes, des Ingouches et des actes de génocides de 1944.
Le 24 septembre 2012, les députés du parti « Russie Unie » déposent à la Douma un projet de loi destiné à accorder des aides complémentaires aux représentants des peuples anciennement opprimés. Les auteurs du projet demandent de prélever du budget 23 milliards de roubles pour aider les prisonniers politiques. Cet argent doit servir à verser des rentes mensuelles et des compensations pour des pertes matérielles, à hauteur de 35 000 roubles.